# Sala da concerto

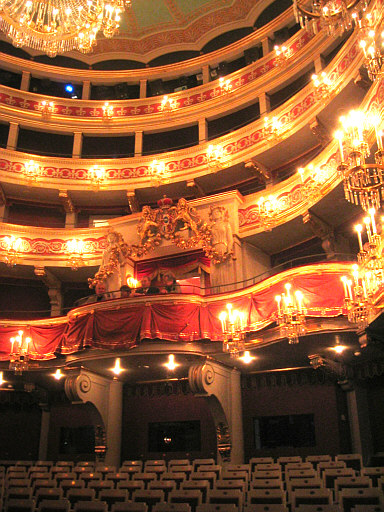
Auditorium del Teatro Municipale di Ratisbona, Germania

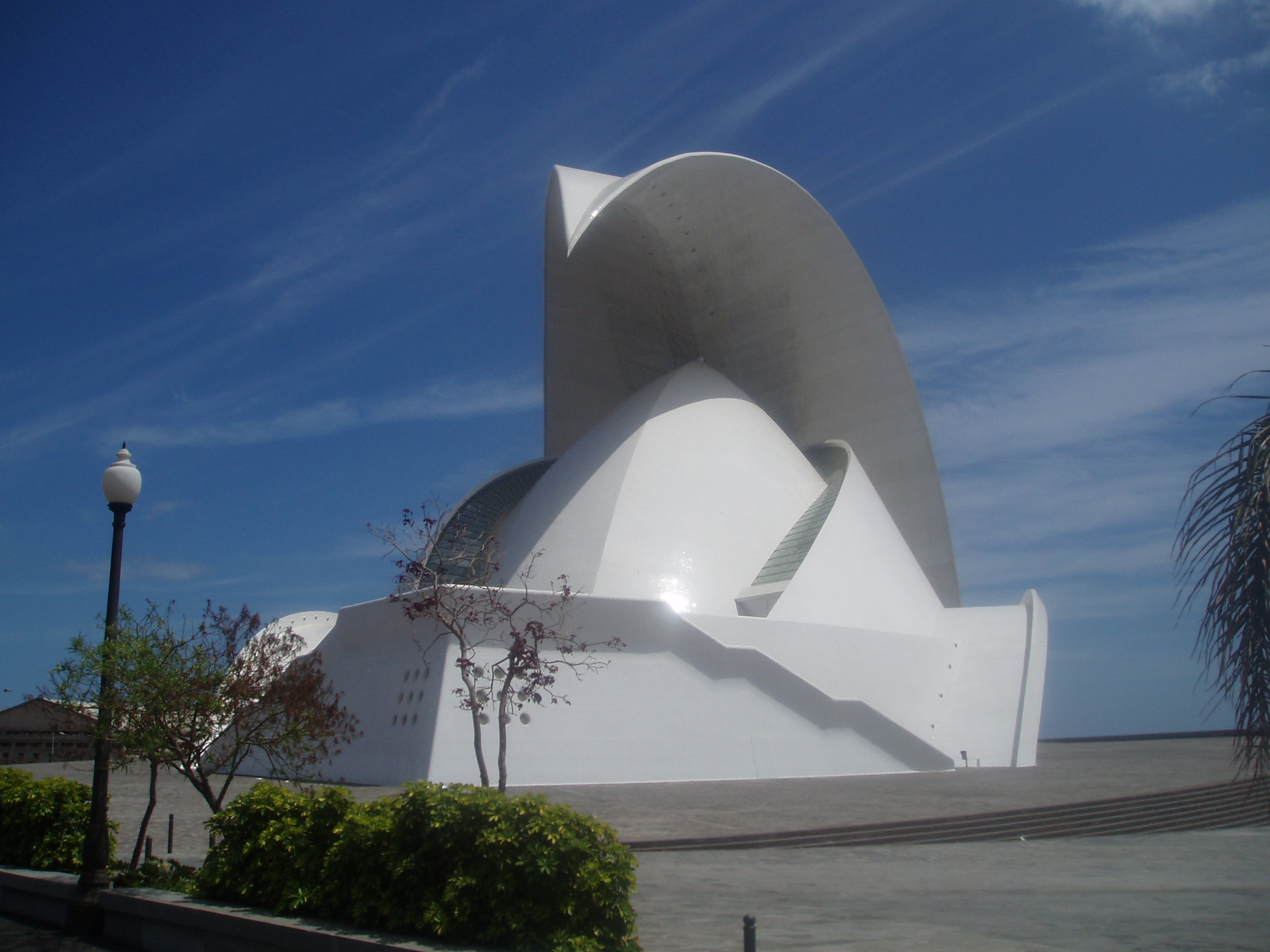
Auditorio di Tenerife, Spagna

Un auditorium (dal latino audire: "sentire") o sala da concerto o auditorio è una sala appositamente costruita per ospitare concerti, eventi e spettacoli di contenuto musicale. È pertanto progettata per avere un'acustica molto buona.
Il termine designava in origine la parte semicircolare del teatro greco.

## Esempi di auditorium
- Auditorium Parco della Musica (Roma)
- Auditorium Gianni Agnelli (Torino)
- Auditorium Rai di Napoli (Napoli)
- Auditorium Rai di Torino (Torino)
- Auditorium di Milano (Milano)